# Cereopsius luctor
Cereopsius luctor är en skalbaggsart som först beskrevs av Newman 1842.  Cereopsius luctor ingår i släktet Cereopsius och familjen långhorningar.
Artens utbredningsområde är Filippinerna. Inga underarter finns listade i Catalogue of Life.